# Вільям Джон Морган
Винахідником волейболу вважають Вільяма Джона Моргана, викладача фізичного виховання коледжу Асоціації молодих християн (YMCA) в місті Голіок (штат Массачусетс,США). 9 лютого 1895 року в спортивній залі він підвісив тенісну сітку на висоті 198 см (6,5 футів), і його учні, кількість яких на майданчику не обмежувалася, почали перекидати через неї камеру баскетбольного м’яча. Морган назвав нову гру «мінтонет». Роком пізніше гру демонстрували на конференції коледжів асоціації молодих християн у Спрінгфілді і за пропозицією професора Альфреда Томаса Гальстеда вона отримала нову назву — «волейбол». 1897 року було опубліковано перші правила волейболу. Загальні правила гри сформувалися в 1915—25 роках. У країнах Америки, Африки, Європи практикувався волейбол із шістьма гравцями на майданчику, в Азії — з дев'ятьма або дванадцятьма гравцями на майданчику 11х22 м без зміни позицій гравцями під час матчу. 1922 року проведені перші загальнонаціональні змагання — у Брукліні відбувся чемпіонат YMCA за участі 23 чоловічих команд. Того ж року була створена федерація баскетболу і волейболу Чехословаччини — перша у світі спортивна організація з волейболу. У другій половині 1920-х років виникли національні федерації Болгарії, СРСР, США і Японії. У той же період формуються головні аспекти техніки — подача, приймання, нападний удар і блок. На їх основі виникає тактика командних дій. У 1930-і роки з'явилися груповий блок і страхування, варіювалися нападні й обманні удари. 1936 року на конгресі Міжнародної федерації з гандболу, що проводився в Стокгольмі, делегація Польщі виступила з ініціативою організувати технічний комітет з волейболу як частину федерації з гандболу. Була створена комісія, до якої увійшли 13 країн Європи, 5 країн Америки і 4 країни Азії. Членами цієї комісії як основні були прийняті американські правила з незначними змінами: виміри проводилися в метричних пропорціях, м'яча можна було торкатися всім тілом вище поясу, після того, як торкнувся м'яча на блоці, гравцю було заборонено повторне торкання поспіль, висота сітки для жінок — 224 см, зона подачі була суворо обмежена.

### Повоєнна історія
По закінченні Другої світової війни почали розширюватися міжнародні контакти. 18—20 квітня 1947 року в Парижі відбувся перший конгрес Міжнародної федерації волейболу (FIVB) за участі представників 14 країн: Бельгії, Бразилії, Угорщини, Єгипту, Італії, Нідерландів, Польщі, Португалії, Румунії, США, Уругваю, Франції, Чехословаччини і Югославії, які й стали першими офіційними членами FIVB. FIVB затвердила офіційні міжнародні правила, а в її складі були утворені арбітражна комісія і комісія з розроблення й удосконалення правил гри. Першим президентом FIVB був обраний французький архітектор Поль Лібо, якого згодом неодноразово переобирали на цю посаду.
9 лютого 2025 року вся прогресивна світова спортивна спільнота відзначила 130-ту річницю винайдення волейболу Вільямом Джоном Морганом.